# Fresnières
Fresnières ist eine französische Gemeinde mit 157 Einwohnern (Stand: 1. Januar 2022) im Département Oise in der Region Hauts-de-France (vor 2016 Picardie). Sie gehört zum Arrondissement Compiègne und zum Kanton Thourotte (bis 2015 Lassigny).

## Geographie
Fresnières liegt etwa 22 Kilometer nordnordöstlich von Compiègne. Umgeben wird Fresnières von den Nachbargemeinden Crapeaumesnil im Norden, Amy im Osten und Nordosten, Lassigny im Südosten, Canny-sur-Matz im Süden sowie Beuvraignes im Westen und Nordwesten.

## Bevölkerungsentwicklung
| Jahr      | 1962 | 1968 | 1975 | 1982 | 1990 | 1999 | 2006 | 2013 |
| Einwohner | 88   | 118  | 101  | 94   | 113  | 123  | 158  | 168  |

## Sehenswürdigkeiten
- Kirche